# كبلر-283c
كيبلر 283 سي (بالإنجليزية: Kepler-283c)‏ الذي يرمز له بالرمز Kepler-283c، هو كوكب خارج المجموعة الشمسية، في كوكبة الدجاجة (كوكبة).

## الاكتشاف
اكتشف في 2014، وكانت طريقة الاكتشاف طريقة العبور.